# Big Buck Bunny
Big Buck Bunny (kodni naziv Peach) je kratki animirani film napravljen na Blender Institutu, dio Blender Fondacije.

## Povijest
Kao i prethodni film Elephants Dream, film je napravljen korištenjem slobodnog softvera Blender. Radovi su započeli u listopadu 2007., a film je prvi put objavljen 10. travnja 2008. u Amsterdamu.
Film je licenciran pod Creative Commons Imenovanje 3.0, te je svima raspoloživ za besplatno preuzimanje.

## Radnja
Glavnog lika (velikog zeca) zlostavljaju i muče druge životinje (Frank, Rinky i Gimera). Jednog dana, nakon smrti dva njegova omiljena leptira i kada više nije mogao izdržati napade na sebe, zec smišlja kako se osvetiti svojim neprijateljima.

## Galerija fotografija
- Veliki zec
- Frank, Rink i Gimera
- Zec je uhvatio Franka
- Pejzaž

## Vanjske poveznice
- Big Buck Bunny službena web stranica  Arhivirana inačica izvorne stranice od 8. srpnja 2008. (Wayback Machine)
- Big Buck Bunny u internetskoj bazi filmova IMDb-a